# Paul von Rohden
Paul von Rohden (Barmen, 12 de diciembre de 1862 - Pieterlen 28 de febrero de 1939) fue un maestro de escuela e historiador germano-suizo conocido por sus investigaciones en el campo de la prosopografía. Era hijo del teólogo Ludwig von Rohden (1815-1889) y hermano del arqueólogo Hermann von Rohden (1852-1916) y del teólogo Gustav von Rohden (1855-1942).
Junto con Hermann Dessau y Paul von Rohden, participó en la producción de la primera edición de la Prosopographia Imperii Romani de la Academia de Ciencias de Prusia.

## Obras publicadas
Escribió muchos artículos sobre el Imperio Romano en la Realencyclopädie der classischen Altertumswissenschaft de August Friedrich Pauly. Sus otras obras principales son las siguientes:
- De Palaestina et Arabia provinciis Romanis quaestiones selectae. Berlín 1885 (disertación).
- Prosopographia Imperii Romani saec. I. II. III. Berlín 1897-1898 (editado junto con Elimar Klebs y Hermann Dessau).[4][5]
- Eine Davoser Weihnachtserinnerung. 1932 (en alemán).
- Allgemeine Familiengeschichte von Rohden. 1936-1952. Selbstverl. (en alemán).